# Fender Esquire
Fender Esquire är en gitarrmodell och ska inte förväxlas med Squier by Fender som är ett lågprisvarumärke ägt av Fender Musical Instruments Corporation.
Fender Esquire är en elektrisk gitarr med solid kropp, den första modellen som tillverkades av Fender Musical Instruments Corporation 1950.  Gitarren tillverkades även i en modell med två pickuper under namnet Broadcaster vilket snart ändrades till Telecaster på grund av en namnkonflikt med Gretsch's trumset Broadkaster.
Den mångsidigare Broadcastern/Telecastern blev sedan Fenders storsäljande modell och såldes i dussintals olika varianter. Efter introduktionen av Telecastern, marknadsfördes Esquire som företagets lågbudgetalternativ. Under de följande årtiondena hårdnade konkurrensen på lågbudgetgitarrer och försäljningen av Esquire sjönk, för att slutligen utgå ur Fenders sortiment 1969.
Esquire har dock efter att den utgick ur sortimentet 1969 återlanserats, men har fortsatt att vara en "nischad" gitarr.
Även om Esquire var först, räknas den numera som en variant av den mer populära Telecastern.

## Historia
Den första prototypen av Esquire utvecklades av Leo Fender under hösten 1949. Modellen fick en relativt fyrkantig kropp av solid furu (byttes till ask i produktionsmodellen) med en cutaway på undersidan för att göra det lättare att komma åt de övre banden. Halsen var också solid, utan dragstång (truss rod) men gjord av lönn. Banden var fästa direkt i halsen som saknade separat greppbräda. Prototypen skiljde sig från produktionsmodellen förutom genom valet av träslag i kroppen också genom att den målades vit, och genom en del andra detaljer.
Fender avsåg att konstruera en gitarr som var enkel och billig att tillverka och lika enkel att underhålla, och halsen skruvades därför fast vid kroppen med fyra skruvar och en fästplatta till skillnad från traditionell gitarrkonstruktion där halsen laskas och limmas vid kroppen.
Den enda pickupen var av enkellindningsmodell (single coil) och monterades diagonalt i stallposition, på samma sätt som stallpickupen monterats på de flesta fendergitarrer sedan dess. Ovanligt för en gitarr med bara en pickup har Esquires en trevägsswitch, lik den på en Telecaster. Stallpositionen fungerar som en bypass för tonkontrollen, mittenpositionen är mikrofonen, med både volym och tonkontrollerna aktiverade och halspositionen klipper ut stora delar mellan och högfrekvenserna, vilket lämnar ett mörkt, mjukt ljud, liknande ett primitivt försök på en elbas.
Stallet tillät parvis justering av intonering och individuell justering av stränghöjd.
Under vintern 1949/50 förfinade Fender sin konstruktion. Halsen gjordes smalare vid sadeln och huvudet konstruerades om så att alla stämskruvar hamnade på samma sida. En strömbrytare för att kunna välja tonläge (men ingen egentlig tonkontroll) monterades och kontrollrattarna monterades på en platta parallellt med strängarna. Plektrumskyddet gjordes dessutom större. En lite mindre pickup som Fender utvecklat under våren 1950 placerades i halsposition, men denna togs bort i produktionsmodellen eftersom Fenders distributör, the Radio & Television Equipment Company (RTEC), beslöt att det var lättare att sälja gitarren med bara en pickup.

## Esquire 1950
När Esquiremodellen debuterade i april 1950 var det en single coil gitarr, och lanserades i RETC:s katalog samma år Gitarren i katalogen var målad svart och hade ett vitt plektrumskydd, men de flesta Esquiregitarrer som såldes hade däremot en halvgenomskinlig honungsfärgad lack och svart plektrumskydd.
I juni samma år började en modell med två pickuper att säljas, men i november döptes den modellen till Broadcaster och utrustades då även med dragstång i halsen. Detta är den gitarr som sedan blev Fenders storsäljare under namnet Fender Telecaster.

## Esquire från 1951 till idag
Efter att Broadcaster/Telecaster introducerats upphörde tillverkningen av Esquire för en tid, men den återintroducerades på marknaden, då även den med dragstång, i januari 1951. Den enda skillnaden mellan Esquire och Telecaster vid denna tid var namnetiketten och att Esquiern fortfarande bara hade en pickup. Trots detta hade den samma trevägs tonväljare som modellerna med fler pickuper, dock med olika funktioner.
Esquier delade kroppskonstruktion med sina "storebröder" och hade därför en urfräst kammare för eldragning även till en halspickup även om denna inte användes. Detta gjorde att man kunde "uppgradera" den genom att montera en halspickup och därigenom få en gitarr som var identisk med telecastern i allt utom modellnamnsdekalen. Bruce Springsteen har till exempel länge spelat på en Esquire som modifierats på detta sätt.
Den ursprungliga anledningen till att återintroducera Esquire 1951 hade varit att erbjuda ett billigare alternativ för dem som inte hade råd med en Telecaster men genom introduktionen av billigare elevmodeller som Mustang blev den dyrare Esquiren mindre och mindre attraktiv och tillverkningen lades till sist ned 1969.
1986 började Fenders japanska fabriker producera en variant av Esquire baserad på versionen från 1954. Denna modell var extremt välarbetad och speciellt halsen uppskattades av många. Även mexikansktillverkade replikor produceras.
Idag erbjuder Fender ett antal reproduktioner av Esquires från femtiotalet och framåt i sin online katalog. Företaget placerar nu Esquiren i "Telecasterfamiljen" och replikorna produceras i Mexiko. Fender Custom Shop tillverkar också en replika av en modell från 1959 som en del av sin "tidsmaskinsserie".

## Kända musiker som spelar Esquire
Ett flertal amerikanska countrymusiker använde Fender Esquire och skrev in den i den amerikanska musikhistorien med dess unika, distinkta och igenkänningsbara ljudbild.
Fender Esquire skrev in sig i amerikansk musikhistoria på allvar 1954 då Luther Perkins använde en Honey Blonde Esquire på inspelningen av Johnny Cash sånger "Wide Open Road" och "Hey Porter". Luther, gitarrist i Cash kompband Tenessee Three fortsatte att använda Squiergitarrer även på senare inspelningar ända fram till sin död 1968. Trots att Leo Fender personligen gav honom flera andra gitarrmodeller som Fender Jazzmaster och Fender Jaguar återvände Perkins alltid till den gitarr som möjliggjort det legendariska "Boom Chicka Boom"-soundet som identifierade Johnny Cashs musik.
Bruce Springsteen har under hela sin karriär haft en Fender Esquire från 1952 som sin huvudgitarr och han använder denna både på sina inspelningar och live. Man kan se honom med denna gitarr på omslaget av det legendariska albumet Born To Run från 1975.
1966 köpte Paul McCartney en Fender Esquire av årsmodell 1964 med sunburstlack och greppbräda i jakaranda och eftersom det var en vanlig standardgitarr för högerhänta, så strängade han bara om den, på samma sätt som Jimi Hendrix och använde den upp och ned i vänsterhandsposition, bland annat på inspelningarna av Revolver, "Good Morning Good Morning," "Helter Skelter" and "Maybe I'm Amazed".
Syd Barrett, den ursprunglige ledargestalten i Pink Floyd, var en annan framstående Esquirespelare, och använde en visuellt unik gitarr täckt i folie med små runda speglar pålimmade. Hans efterträdare som gitarrist i Pink Floyd, David Gilmour, använde en modifierad Esquire med två pickuper på bland annat "Dogs", "Run Like Hell" och hans arbete med Paul McCartney's album "Run Devil Run". Gilmour använde även en Esquire på många spår i sitt soloalbum "Rattle That Lock" 2015, även om han också använt andra Fendermodeller.
På singeln "Born to Be Wild" av Steppenwolf, spelar gitarristen Michael Monarch på en Esquire.
På Eagles livekoncert på Capital Centre 1977, spelar Joe Walsh främst på en Esquire.